# Xenostryxis thymicola
Xenostryxis thymicola är en stekelart som först beskrevs av Mercet 1925.  Xenostryxis thymicola ingår i släktet Xenostryxis och familjen sköldlussteklar. Inga underarter finns listade i Catalogue of Life.